# Catedral del Santo Rosario (Regina)
La catedral del Santo Rosario  o simplemente Catedral de Regina (en inglés: Holy Rosary Cathedral) es un edificio religioso en la Avenida 13 y la calle Garnet en Regina, Saskatchewan, en Canadá. Se trata de la iglesia catedral de la arquidiócesis de Regina.
La construcción comenzó en 1912 y la primera piedra fue bendecida por el delegado apostólico en Canadá, Arzobispo Peregrin-François Stagni, O.S.M. el 30 de junio de 1913 ante una asamblea de aproximadamente 2000 personas. El edificio fue terminado en 1917.
Fue diseñado en el estilo neorrománico por la firma de Joseph Fortin de Montreal, que también diseñó las catedrales católicas de San Pablo en Saskatoon y Nuestra Señora de la Asunción en Gravelbourg, Saskatchewan. Inspirada en iglesias en el norte de Francia, tiene ladrillos de color amarillo con detalles en piedra caliza. 